# Cosmarium subnudiceps
Cosmarium subnudiceps là một loài Song tinh tảo trong họ Desmidiaceae, thuộc chi Cosmarium.